# Gold Rush!
Gold Rush! is een grafisch computerspel ontwikkeld door Sierra On-line in 1988. In deze Adventure Game wordt geprobeerd een realistische weergave te geven van de Goudkoorts te Californië in het jaar 1848, de zogenaamde Gold Rush. Het zou een van de laatste spellen worden die Sierra ontwikkelt met haar AGI-interface en tevens een van de meest gecompliceerde spellen van zijn tijd.

## Platforms
| Jaar | Platform                               |
| ---- | -------------------------------------- |
| 1988 | Apple II, DOS                          |
| 1989 | Amiga, Apple IIgs, Atari ST, Macintosh |

## Ontvangst
| Beoordeeld door        | Platform | Datum          | Score |
| ---------------------- | -------- | -------------- | ----- |
| The Games Machine (GB) | Amiga    | juli 1989      | 88%   |
| Adventure Gamers       | DOS      | 12 mei 2005    | 80%   |
| Zzap!                  | Amiga    | juli 1989      | 68%   |
| Power Play             | DOS      | maart 1989     | 68%   |
| CU Amiga               | Amiga    | juli 1989      | 68%   |
| Amiga Computing        | Amiga    | september 1989 | 61%   |
| Amiga Format           | Amiga    | september 1989 | 38%   |